# Alexandre Alfred Chatelin
Pour les articles homonymes, voir Chatelin.
Alexandre Alfred Chatelin est un homme politique français né le 12 mars 1815 à Azay-le-Rideau (Indre-et-Loire) et décédé le 18 novembre 1894 à Paris 8e.
Négociant, il est député de Maine-et-Loire de 1871 à 1876, siégeant au centre droit. 

## Sources
- « Alexandre Alfred Chatelin », dans Adolphe Robert et Gaston Cougny, Dictionnaire des parlementaires français, Edgar Bourloton, 1889-1891 [détail de l’édition]